# Lijst van voetbalinterlands Ethiopië - Malawi
Deze lijst van voetbalinterlands is een overzicht van alle officiële voetbalwedstrijden tussen de nationale teams van Ethiopië en Malawi. De Afrikaanse landen hebben tot op heden veertien keer tegen elkaar gespeeld. De eerste wedstrijd, een vriendschappelijke ontmoeting, was op 26 maart 1989 in Addis Abeba. De laatste confrontatie, een kwalificatiewedstrijd voor de Afrika Cup 2023, vond plaats op 20 juni 2023 in Maputo (Mozambique).

## Wedstrijden
| #  | Plaats        | Datum             | Competitie                   | Wedstrijd         | Uitslag |
| -- | ------------- | ----------------- | ---------------------------- | ----------------- | ------- |
| 1  | Addis Abeba   | 26 maart 1989     | Vriendschappelijk            | Ethiopië − Malawi | 1 − 1   |
| 2  | Addis Abeba   | 28 maart 1989     | Vriendschappelijk            | Ethiopië − Malawi | 1 − 0   |
| 3  | Mwanza        | 23 november 1992  | CECAFA Cup 1992              | Ethiopië − Malawi | 1 − 2   |
| 4  | Addis Abeba   | 12 oktober 2003   | WK 2006 kwalificatie         | Ethiopië − Malawi | 1 − 3   |
| 5  | Blantyre      | 15 november 2003  | WK 2006 kwalificatie         | Malawi − Ethiopië | 0 − 0   |
| 6  | Addis Abeba   | 1 december 2006   | CECAFA Cup 2006              | Ethiopië − Malawi | 1 − 0   |
| 7  | Dar es Salaam | 4 december 2010   | CECAFA Cup 2010              | Malawi − Ethiopië | 1 − 1   |
| 8  | Addis Abeba   | 4 oktober 2011    | Vriendschappelijk            | Ethiopië − Malawi | 0 − 0   |
| 9  | Dar es Salaam | 2 december 2011   | CECAFA Cup 2011              | Ethiopië − Malawi | 1 − 1   |
| 10 | Blantyre      | 10 september 2014 | Afrika Cup 2015 kwalificatie | Malawi − Ethiopië | 3 − 2   |
| 11 | Addis Abeba   | 19 november 2014  | Afrika Cup 2015 kwalificatie | Ethiopië − Malawi | 0 − 0   |
| 12 | Bahir Dar     | 17 maart 2021     | Vriendschappelijk            | Ethiopië − Malawi | 4 − 0   |
| 13 | Lilongwe      | 5 juni 2022       | Afrika Cup 2023 kwalificatie | Malawi − Ethiopië | 2 − 1   |
| 14 | Maputo        | 20 juni 2023      | Afrika Cup 2023 kwalificatie | Ethiopië − Malawi | 0 − 0   |

## Samenvatting
| Competitie              | Totaal gespeeld | Winst Ethiopië | Gelijk | Winst Malawi | Doelsaldo Ethiopië – Malawi |
| ----------------------- | --------------- | -------------- | ------ | ------------ | --------------------------- |
| WK-kwalificatie         | 2               | 0              | 1      | 1            | 1 − 3                       |
| Afrika Cup-kwalificatie | 4               | 0              | 2      | 2            | 3 − 5                       |
| CECAFA Cup              | 4               | 1              | 2      | 1            | 4 − 4                       |
| Vriendschappelijk       | 4               | 2              | 2      | 0            | 6 − 1                       |
| Totaal                  | 14              | 3              | 7      | 4            | 14 − 13                     |

Wedstrijden bepaald door strafschoppen worden, in lijn met de FIFA, als een gelijkspel gerekend.
EFF · 
A-internationals · 
Ethiopisch vrouwenelftal · Olympisch elftal
1940 – 1949 · 
1950 – 1959 · 
1960 – 1969 · 
1970 – 1979 · 
1980 – 1989 · 
1990 – 1999 · 
2000 – 2009 · 
2010 – 2019 ·
2020 − 2029
Algerije ·
Angola ·
Benin ·
Botswana ·
Burkina Faso ·
Burundi ·
Centraal-Afrikaanse Republiek ·
Comoren ·
Congo-Brazzaville ·
Congo-Kinshasa ·
Djibouti ·
Egypte ·
Ghana ·
Griekenland ·
Guinee ·
Guinee-Bissau ·
Guyana ·
Israël ·
Ivoorkust ·
Jemen ·
Joegoslavië ·
Kaapverdië ·
Kameroen ·
Kenia ·
Lesotho ·
Liberia ·
Libië ·
Madagaskar ·
Malawi ·
Mali ·
Marokko ·
Mauritanië ·
Mauritius ·
Mozambique ·
Namibië ·
Niger ·
Nigeria ·
Oeganda ·
Rwanda ·
Sao Tomé en Principe ·
Senegal ·
Seychellen ·
Sierra Leone ·
Soedan ·
Somalië ·
Tanzania ·
Togo ·
Tsjaad ·
Tunesië ·
Turkije ·
Zambia ·
Zimbabwe ·
Zuid-Afrika ·
Zuid-Jemen ·
Zuid-Soedan
FAM · 
Bondscoaches · 
Topscorers · 
Malawisch vrouwenelftal
1962 - 1969 · 
1970 - 1979 · 
1980 - 1989 · 
1990 - 1999 · 
2000 – 2009 · 
2010 – 2019 ·
2020 − 2029
Algerije ·
Angola ·
Bangladesh ·
Benin ·
Botswana ·
Burkina Faso ·
Burundi ·
Comoren ·
Congo-Brazzaville ·
Congo-Kinshasa ·
Djibouti ·
Egypte ·
Equatoriaal-Guinea ·
Eritrea ·
Ethiopië ·
Gabon ·
Ghana ·
Guinee ·
Ivoorkust ·
Jemen ·
Kameroen ·
Kenia ·
Lesotho ·
Liberia ·
Libië ·
Madagaskar ·
Mali ·
Marokko ·
Mauritius ·
Mozambique ·
Namibië ·
Nigeria ·
Oeganda ·
Rwanda ·
Sao Tomé en Principe ·
Senegal ·
Seychellen ·
Sierra Leone ·
Soedan ·
Somalië ·
Swaziland ·
Tanzania ·
Togo ·
Tsjaad ·
Tunesië ·
Zambia ·
Zimbabwe ·
Zuid-Afrika ·
Zuid-Soedan